# Makale (Tana Toraja)
Makale ist ein indonesischer Distrikt (Kecamatan) auf der Insel Sulawesi. Er befindet sich im Osten des Regierungsbezirks (Kabupaten) Tana Toraja der Provinz Südsulawesi. Hauptort ist das gleichnamige Makale.

## Verwaltungsgliederung
| „Dorf“ (Lembang/Kelurahan) | Fläche   | Meereshöhe | Einwohner |
| -------------------------- | -------- | ---------- | --------- |
| Manggau                    | 4,35 km² | 780 m      | 1.480     |
| Bombongan                  | 2,73 km² | 760 m      | 4.666     |
| Batu Papan                 | 2,40 km² | 789 m      | 1.509     |
| Tarongko                   | 2,12 km² | 784 m      | 1.639     |
| Pantan                     | 1,03 km² | 769 m      | 2.948     |
| Ariang                     | 3,35 km² | 880 m      | 2.724     |
| Lamunan                    | 3,88 km² | 780 m      | 3.368     |
| Tondon Mamullu             | 1,74 km² | 770 m      | 4.487     |
| Rante                      | 4,60 km² | 883 m      | 2147      |
| Buntu Burake               | 1,10 km² | 846 m      | 1.976     |
| Kamali Pentalluan          | 1,02 km² | 769 m      | 2.935     |
| Botang                     | 1,65 km² | 817 m      | 1.498     |
| Tampo                      | 3,65 km² | 862 m      | 1.553     |
| Lea (Lembang)              | 4,13 km² | 951 m      | 819       |
| Lapandan                   | 2,00 km² | 803 m      | 1.458     |

| \| Makale \|              |
| Lage im Osten Indonesiens |
| Makale                    |

Der Distrikt unterteilt sich in ein Lembang und 14 Kelurahans.